# جریل دورست
جریل دورست (انگلیسی: Jeriel Dorsett؛ زادهٔ ۴ مهٔ ۲۰۰۲) بازیکن فوتبال اهل انگلستان است.
وی همچنین در تیم‌های ملی فوتبال زیر ۱۷ سال انگلستان و زیر ۱۸ سال انگلستان بازی کرده‌است.